# Хетинген (Баварска)
Хетинген (њем. Höttingen) општина је у њемачкој савезној држави Баварска. Једно је од 27 општинских средишта округа Вајсенбург-Гунценхаузен. Према процјени из 2010. у општини је живјело 1.199 становника. Посједује регионалну шифру (AGS) 9577141.

## Географски и демографски подаци
Хетинген се налази у савезној држави Баварска у округу Вајсенбург-Гунценхаузен. Општина се налази на надморској висини од 430 метара. Површина општине износи 19,3 km². У самом мјесту је, према процјени из 2010. године, живјело 1.199 становника. Просјечна густина становништва износи 62 становника/km².